# Courtauld Gallery
La Courtauld Gallery si trova in Somerset House-Strand a Londra, in Gran Bretagna. La Somerset House, che ospita le opere, è stata disegnata da sir William Chambers ed è uno dei più imponenti edifici inglesi del Settecento.
La Courtauld Gallery è parte del The Courtauld Institute of Art, universalmente considerato tra i migliori centri per lo studio della storia dell'arte nel Regno Unito e nel mondo.

## La storia
La collezione d'arte dell'Istituto fu iniziata dal suo fondatore, Samuel Courtauld, che donò un'ampia collezione di dipinti principalmente impressionisti e post-impressionisti nel 1932, accresciuta da ulteriori donazioni negli anni trenta e da un lascito nel 1948. La sua collezione includeva capolavori quali Il bar delle Folies-Bergère di Manet e una versione della sua Colazione sull'erba, paesaggi di Claude Monet e Camille Pissarro, una scena di balletto di Edgar Degas e otto dipinti di Cézanne.
A seguito della morte del critico dell'arte Roger Fry nel 1934, l'istituto ricevette la sua collezione di arte del ventesimo secolo. Altri lasciti si aggiunsero dopo la Seconda guerra mondiale, tra i quali va notata la collezione di opere di arte moderna, riunita da Lord Lee, che comprendeva anche opere di Lucas Cranach il Vecchio e Peter Paul Rubens.
Nel 1974 un gruppo di tredici acquarelli di William Turner fu regalato in memoria di Stephen Courtauld. Nel 1978 la Courtauld ricevette la collezione "Princes Gate", lascito del Conte Antoine Seilern und Aspang, che includeva dipinti di Bruegel, Quentin Massys, Van Dyck e Tiepolo. Il lascito includeva anche un gruppo di opere del XIX e XX secolo di Pissarro, Degas, Renoir and Oskar Kokoschka.
La Courtauld Gallery è aperta al pubblico e alloggiata nella Somerset House, prima sede della Royal Academy of Arts, dopo la sua fondazione nel 1768.
Il museo espone opere, tra gli altri, di Lippo Memmi, Bernardo Daddi, Antoniazzo Romano, Sandro Botticelli, Marco Zoppo, Peter Paul Rubens, Parmigianino, Thomas Gainsborough, Paul Cézanne, Claude Monet, Édouard Manet, Amedeo Modigliani, Pierre-Auguste Renoir, Georges Seurat, Henri de Toulouse-Lautrec, Vincent van Gogh, Gauguin e Henri Rousseau, il Doganiere.
Il Courtauld Institute dispone anche di una ricchissima collezione di disegni, comprendente opere di Leonardo da Vinci, Michelangelo, Dürer, Bruegel, Tiepolo, Gainsborough, Delacroix e tanti altri.

## Opere principali
Robert Campin

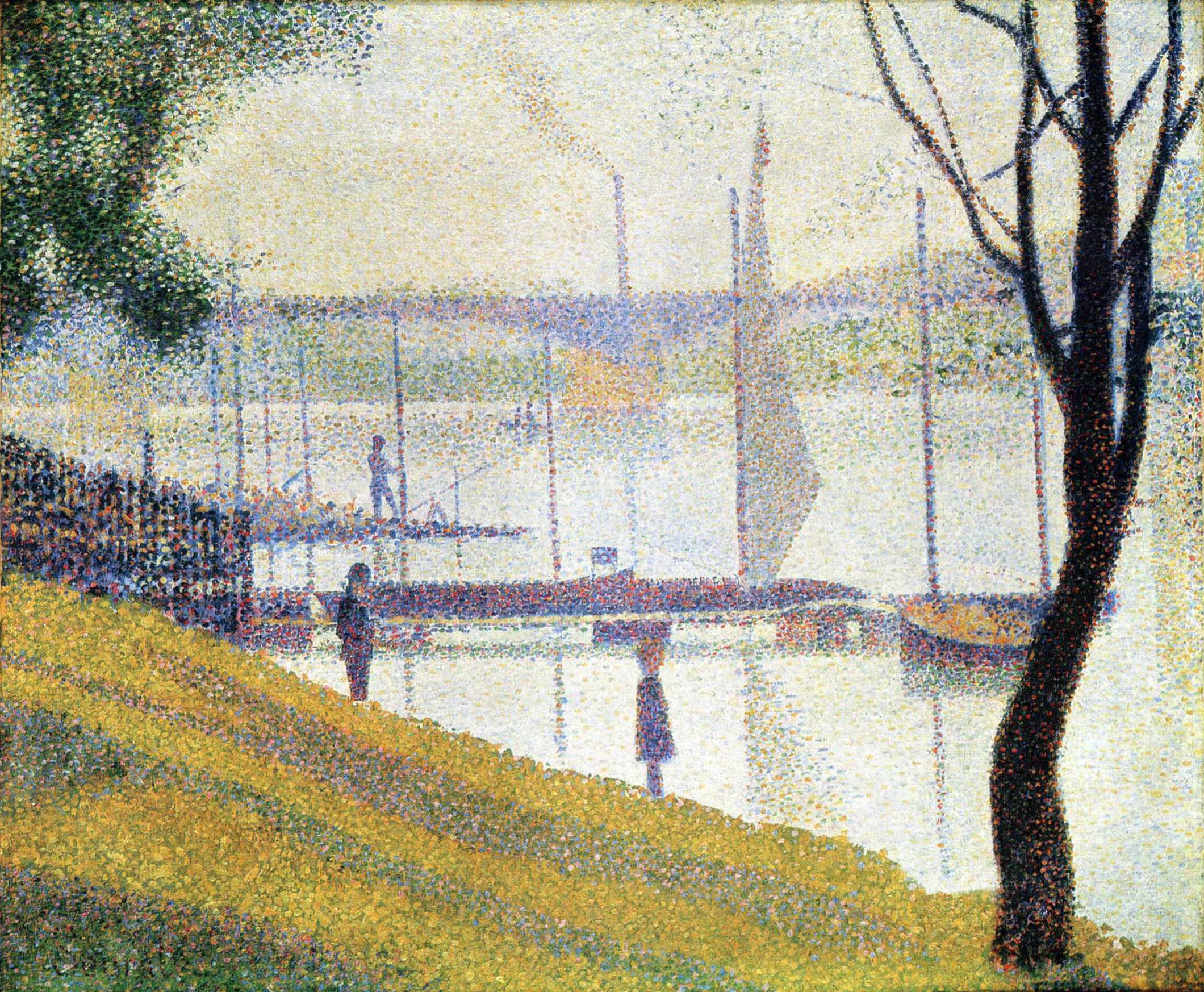
Il ponte di Courbevoie (Georges-Pierre Seurat)

- Trittico Seilern, 1410-1415 oppure 1420-1425

Sandro Botticelli
- Pala delle Convertite, 1491-1493 circa

Pieter Bruegel il Vecchio
- Fuga in Egitto, 1563
- Cristo e l'adultera, 1565

Paul Cézanne
- Natura morta con Cupido di gesso, 1895

Cima da Conegliano
- Dio Padre

Guido da Siena
- Incoronazione della Vergine, 1280 circa

Édouard Manet

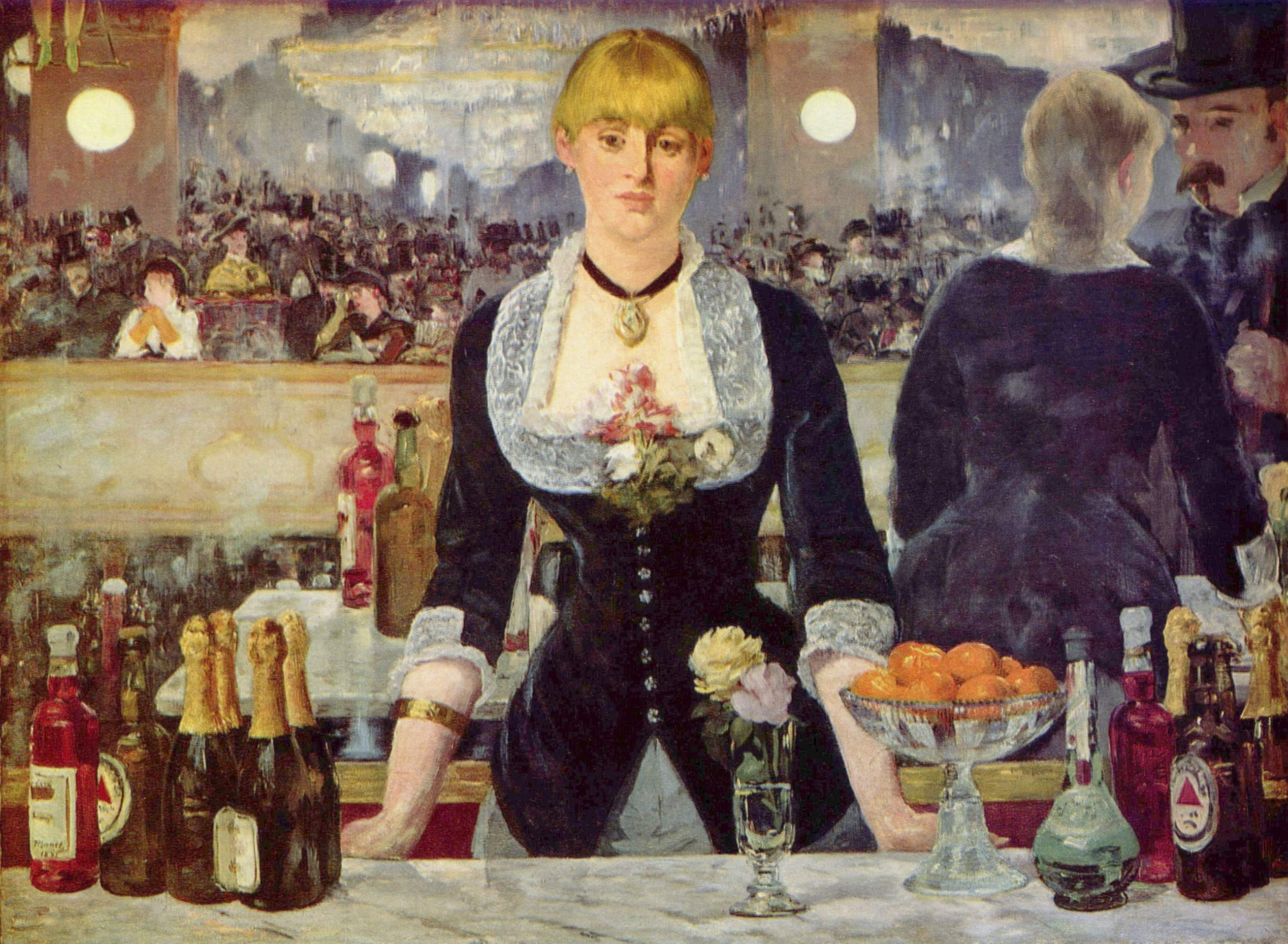
Il bar delle Folies-Bergère (Manet)

- Il bar delle Folies-Bergère, 1881-1882

Amedeo Modigliani
- Nudo seduto, 1916

Parmigianino
- Natività, 1521-1522 circa
- Madonna Vasari, 1529 circa

Georges Seurat
- Ponte a Courbevoie, 1886-1887
- Marina di Gravelines, con barca, 1890
- Giovane donna che si incipria, 1889-1890 circa

Henri de Toulouse-Lautrec
- Salottino privato, 1899

Vincent van Gogh
- Autoritratto con l'orecchio bendato, 1888